# 科蒙 (埃纳省)
科蒙（法語：Caumont，法語發音：[komɔ̃]）是法国上法蘭西大區埃纳省的一个市镇，属于拉昂区。

## 地理
科蒙（49°37'54"N, 3°10'39"E）面积5.71 平方千米，位于法国上法蘭西大區埃纳省，该省份为法国北部内陆省份，北起北部省，西接索姆省和瓦兹省，东临阿登省和马恩省，西南至塞纳-马恩省，东北部与比利时接壤。
与科蒙接壤的市镇（或旧市镇、城区）包括：贝唐库尔昂沃、绍尼、科芒雄、讷夫略、奥涅、于尼勒盖、维勒基耶欧蒙。

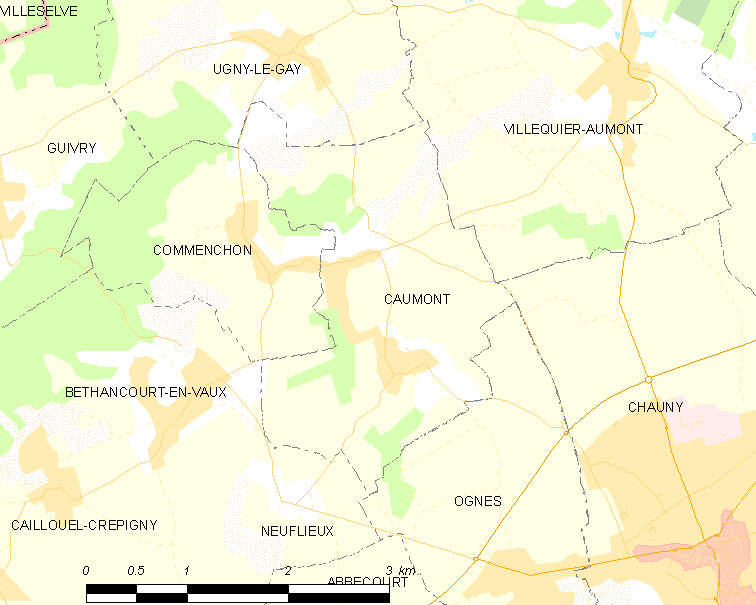
的OSM定位图

科蒙的时区为UTC+01:00、UTC+02:00（夏令时）。

## 行政
科蒙的邮政编码为02300，INSEE市镇编码为02145。

## 政治
科蒙所属的省级选区为绍尼县。

## 人口

1962-2008年间人口变化图示

科蒙于2022年1月1日时的人口数量为546人。